# Wombach
Wombach ist ein Gemeindeteil der Stadt Lohr am Main im unterfränkischen Landkreis Main-Spessart in Bayern.

## Geographie
Wombach liegt, in baulichem Anschluss im Süden ans zentrale Lohr, in der Lohrer Talweitung am rechten Hang des Maintales auf Höhen von etwa 150–200 m ü. NHN. Durch den Ort ziehen der Muschbach und der Lochbrunnengraben von den im oberen Teil bewaldeten Spessarthöhen im Westen und Süden herab und vereinen sich mit dem Landgraben, der dem unteren Hangfuß und der östlichen Gemarkungsgrenze entlangfließt. Der aus ihnen vereinte Sandgraben mündet weiter abwärts in den Main.

## Geschichte
Erstmals wurde Wombach am 21. Juli 1314 urkundlich erwähnt. Bei einer weiteren Erwähnung 1325 als „Wonenbach“ beim Verkauf von Gütern des Grafen Ludwig d. J. von Rieneck an das Kollegiatstift St. Peter und Alexander in Aschaffenburg urkundlich erwähnt. Es ist unklar, ob sich Wombach damals im Eigentum des Erzstifts Mainz oder im Eigenbesitz der Grafen von Rieneck befand. 1339 war Wombach erneut im Besitz derer von Rieneck, nun sicher als Lehen des Mainzer Erzstifts. Die Grafen von Rieneck ließen ihren Wombacher Besitz durch Gefolgsleute verwalten.
1348 war der Edelknecht Heinrich von Hohenlohe Verwalter des Guts. Im 15. Jahrhundert verpfändete das Mainzer Erzstift verschiedene Orte, darunter auch Wombach, an die Rienecker, konnte das Pfand 1479 jedoch wieder einlösen. Nachdem 1531 das Schlösschen im Nachbarort Rodenbach am Main erbaut worden war, wurde Rodenbach zum Hauptort des Mainzer Lehens. Nach dem Aussterben der Grafen von Rieneck mit Philipp III. im Jahr 1559 fiel das Lehen an das Erzstift Mainz zurück, das sich künftig den Besitz an Wombach und weiteren Dörfern mit den Grafen von Hanau teilte.
Wombach bildete künftig eine Gemeinde mit Rodenbach und zählte zum Hanau'schen Amt Partenstein. Auch 1640 ist noch von einer Gemeinde die Rede, bevor die Orte im 18. Jahrhundert wieder getrennt wurden. 1746 belehnte der Mainzer Kurfürst Philipp Christoph von Erthal mit dem Rodenbacher Burglehen und dem anhängigen Besitz in Wombach und Sackenbach. Im Jahre 1814 wurde Wombach infolge der Befreiungskriege bayerisch.
Im Jahre 1862 wurde das Bezirksamt Lohr am Main gebildet, auf dessen Verwaltungsgebiet Wombach lag. 1939 wurde wie überall im Deutschen Reich die Bezeichnung Landkreis eingeführt. Wombach war nun eine der 26 Gemeinden im Landkreis Lohr am Main (späteres Kfz-Kennzeichen LOH). Mit Auflösung des Landkreises Lohr im Jahre 1972 kam Wombach in den neu gebildeten Landkreis Main-Spessart (späteres Kfz-Kennzeichen MSP).
Wombach und Lohr wurden zum Kriegsende 1945 stark zerstört. Am 27. und 31. März 1945 wurden die Main- und die Lohrbrücke durch deutsche Truppen gesprengt.
Dr. Carl Brand, Arzt im Lohrer Krankenhaus, versuchte am 2. April 1945 die weiße Fahne zu hissen und die Stadt kampflos zu übergeben. Er wurde von der Gestapo verhaftet und am gleichen Tag erschossen.
Am 1. Januar 1972 wurde Wombach am Main in die Stadt Lohr am Main eingegliedert.
Heute ist Wombach ein beliebter Wohnbereich für Neubürger.

### Bürgermeister von Wombachvorder Eingemeindung

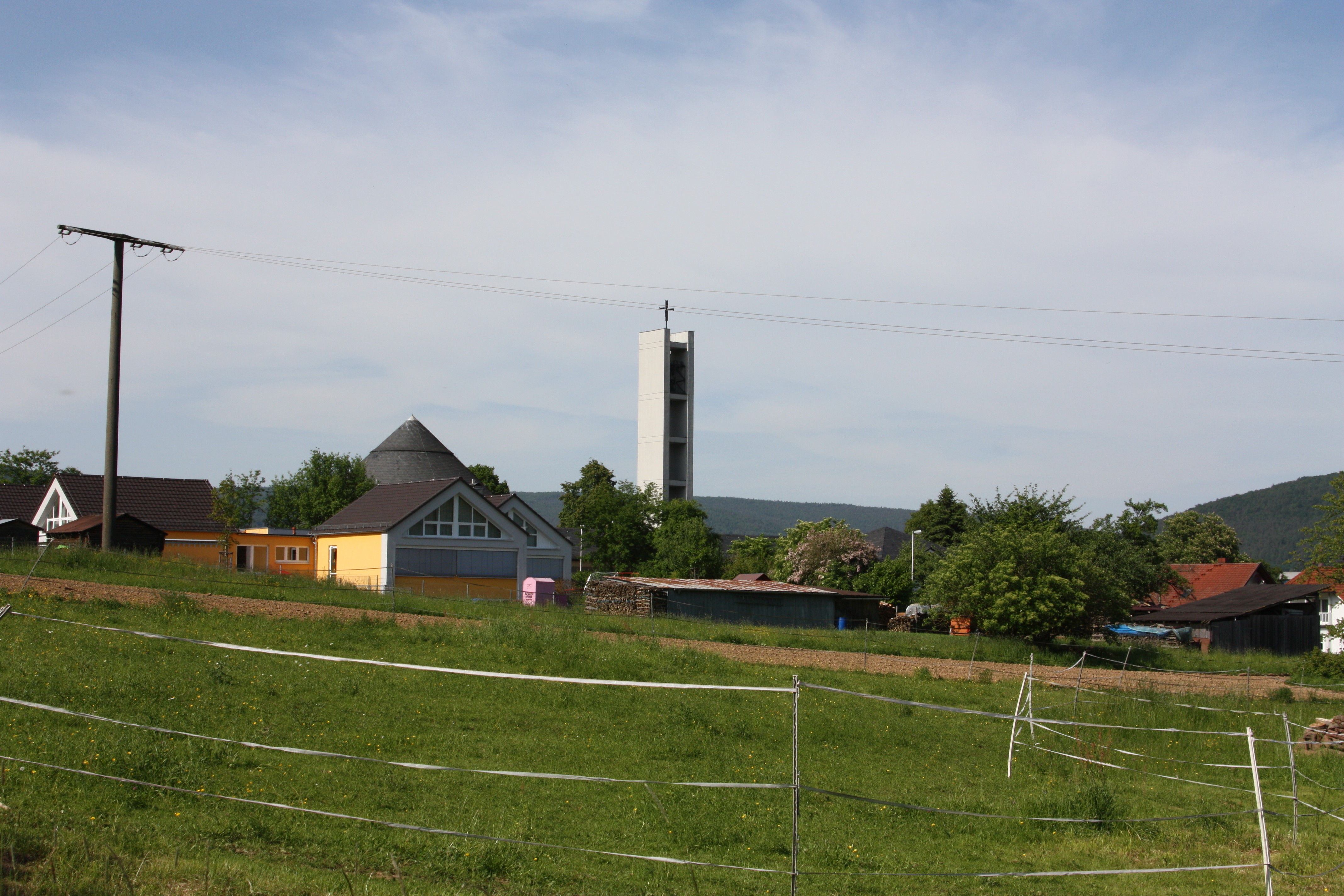

| Nr. | Name                 | Dienstzeit | Dienstjahre |
| --- | -------------------- | ---------- | ----------- |
| 35  | Josef Rack           | 1882–1887  | 6 Jahre     |
| 36  | Andreas Endres       | 1888–1892  | 5 Jahre     |
| 37  | Anton Ruf            | 1893–1899  | 7 Jahre     |
| 38  | Georg Josef Nätscher | 1900–1905  | 6 Jahre     |
| 39  | Philipp Siegler      | 1906–1911  | 6 Jahre     |
| 40  | Karl Ullrich         | 1912–1933  | 22 Jahre    |
| 41  | Nikolaus Scherg      | 1933–1945  | 13 Jahre    |
| 42  | Eduard Ullrich       | 1945–1966  | 22 Jahre    |
| 43  | Edmund Heilig        | 1966–1971  | 6 Jahre     |

## Kirche
Das markanteste Gebäude des Dorfes ist die Rundkirche St. Peter und Paul, die nach Entwürfen des Würzburger Dombaumeisters Hans Schädel in den Jahren 1964–65 errichtet wurde. Die katholische Gemeinde Wombach – St. Peter und Paul gehört der Pfarreiengemeinschaft Lohr (12 Apostel am Tor zum Spessart) an. Die alte neugotische Kirche „St. Peter und Paul“, erbaut 1865/66, wurde 1972/73 abgebrochen. Zur Erinnerung wurde an diesem Platz eine Gedenktafel angebracht.

## Verkehr
Östlich von Wombach befindet sich das Industriegebiet „Lohr-Süd“. Die Westtangente führt am Ortseingang auf die Bergwiesenstraße sowie die Wombacher Straße Richtung Ortskern und Richtung Lohr. Der Herrenackerweg am Ortsausgang führt ins Industriegebiet Lohr Süd auf die Bürgermeister-Dr.-Nebel-Straße, der weitere Verlauf ist die Staatsstraße 2315 Richtung Marktheidenfeld und Lohr. Die Westtangente ist von der Bundesstraße 26 und Bundesstraße 276 sowie St 2315 erreichbar. Der nächstgelegene Autobahnanschluss zur A 3 ist bei Marktheidenfeld über die Bundesstraße 8.

## Vereinsleben und Kultur

### Vereine
Wombach besitzt ein stark ausgeprägtes Vereinsleben.
- Wombacher Blasmusik e. V.(Blasmusik). Die Wombacher Blasmusik ist ein sehr aktiver Musikverein, bei dem die musikalische Jugendarbeit einen hohen Stellenwert hat. Musikalisch konzentriert man sich bei der Wombacher Blasmusik auf die böhmisch-mährische Blasmusik, das Jugendblasorchester  konzentriert sich auf die konzertante Blasmusik.
- DJK Wombach (Fußball, Volleyball, Wintersport, Gymnastik, Gymnastik 50+)
- RV Viktoria Wombach (Radsport, Tischtennis, Turnen, Wandern, Laufsport, Triathlon, Zeltlager). Der RV Viktoria Wombach ist Ausrichter des alljährlich stattfindenden Mountainbike-Rennens Keiler-Bike-Marathon und war 2017 Ausrichter der Internationalen Mountainbike-Bundesliga.
- Freiwillige Feuerwehr
- Karnevalsclub Wombach (KCW)
- Gesangverein 1899 Wombach mit den gemischten Chören Musica viva und inspirations, sowie dem Kinderchor Young Voices
- Ortsgruppen der Katholischen Arbeitnehmer-Bewegung und des Verbandes Wohneigentum (vormals Siedlerbund)
- Taubenzüchterverein
- Kindergartenverein St. Franziskus
- Obst- und Gartenbauverein
- Lebenshilfe Main-Spessart e. V.

### Stammtische
Stammtische gehören seit jeher zu einer intakten „Dorfkultur“  – Wombach hat einige davon, die sich entweder „nur“ zum sonntäglichen Stammtisch treffen oder auch sonstigen Aktivitäten nachgehen.

### Vereinsheim Wombach
Das Wombacher Vereinsheim wurde 1973 durch die Wombacher Vereine gebaut, und durch den Wombacher Vereinsheim e. V., ein Vereinsring aller Wombacher Vereine, bewirtschaftet.
Zahlreiche Beatabende sowie Veranstaltungen aber auch sportliche Events finden in der Halle statt.

### Dorfgenossenschaft Wombach eG
Die Dorfgenossenschaft Wombach eG wurde am 8. Mai 2022 gegründet, um die Bäckerei Wombicher Beck zu erhalten. Inzwischen hat die Genossenschaft fast 700 Mitglieder und ist Mitglied im Genossenschaftsverband Bayern e. V.

### Größter Kloß der Welt am 21. Juni 2025

Größter Kloß der Welt in Wombach/Franken (22. Juni 2025)

In Wombach wurde am 21. Juni 2025 ein 465 kg schwerer Kloß gekocht. Die Kochzeit betrug 21 Stunden. Die Vorbereitungszeit dauerte etwa anderthalb Jahre. Der (fränkische) Kloßteig wurde von der Firma Schmidt aus Heroldsbach geliefert. Damit ist der Wombacher Kloß der größte Kloß der Welt.

## Persönlichkeiten
- Fritz Mägerlein (1903–1993), Lehrer und Heimatforscher, Mägerlein lebte zuletzt hier und starb in Wombach